# Anastasija Markowytsch

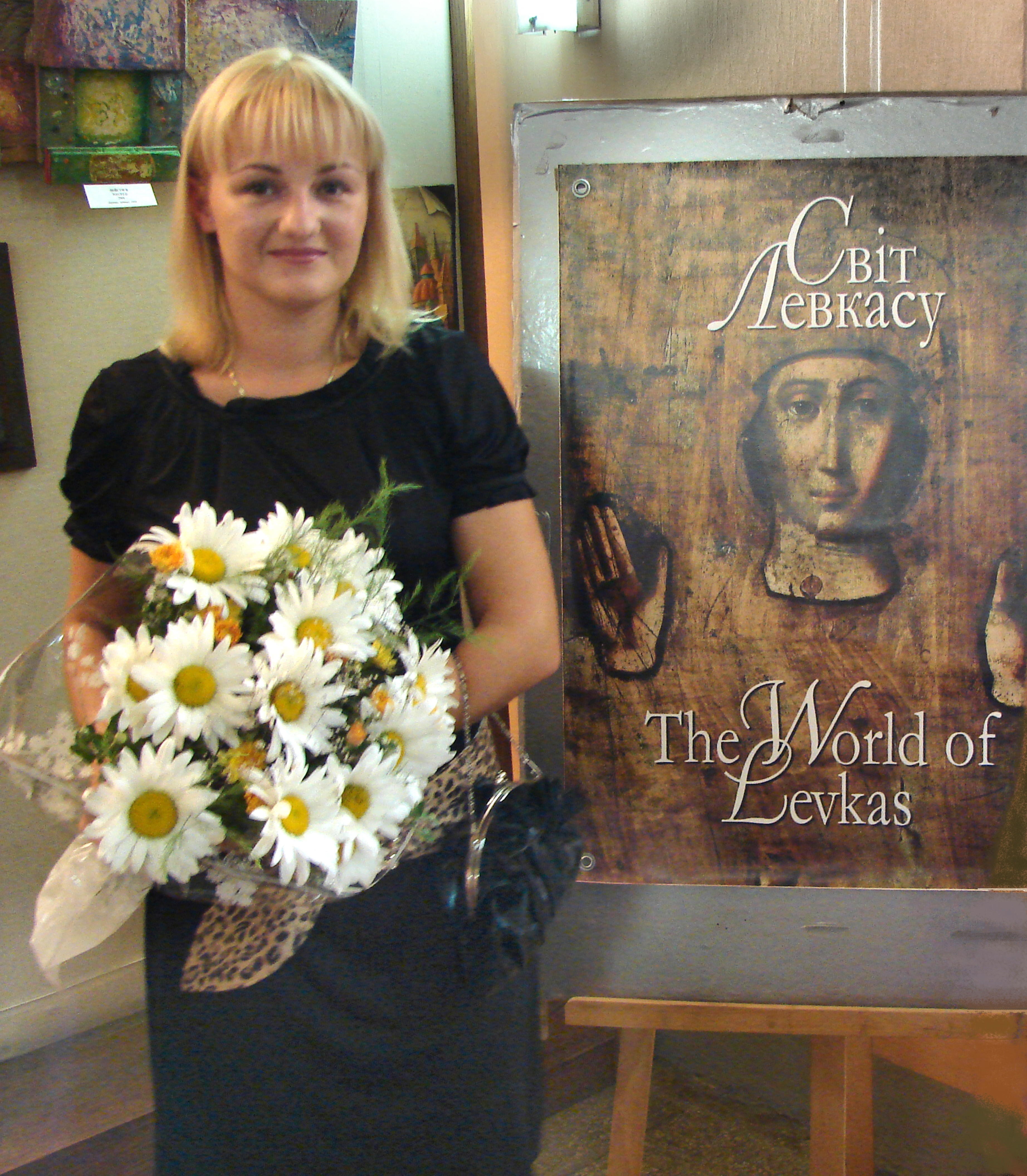
Anastasija Markowytsch und „Die Welt von Lewkas“ 2008

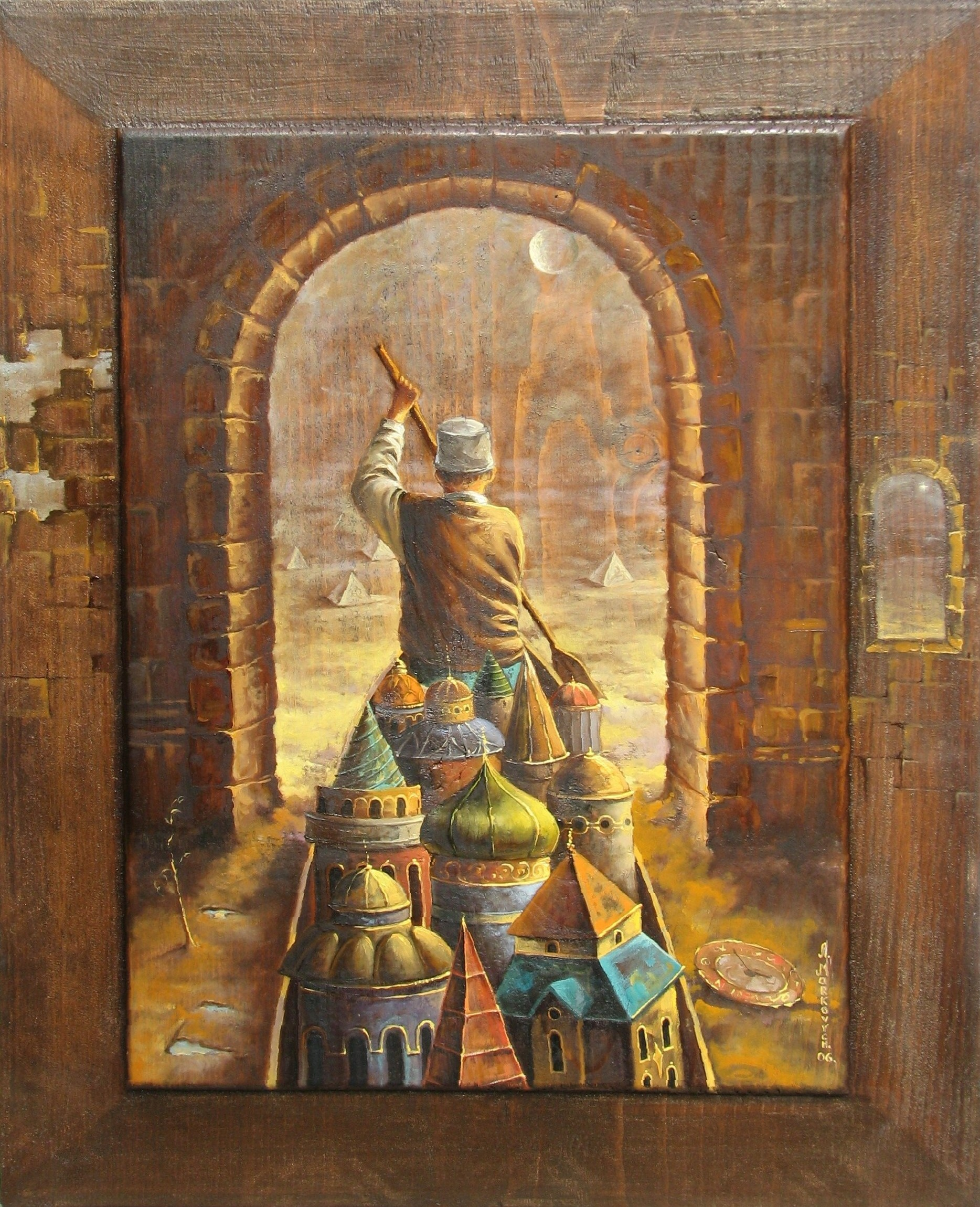
Der Wanderer

Anastasija Wiktoriwna Markowytsch (ukrainisch Анастасія Вікторівна  Маркович, * 23. Oktober 1979 in Brichany, Moldawien) ist eine ukrainische Malerin des Surrealismus.
Sie entstammt einer Künstlerfamilie. Sie ist Tochter von Wiktor und Irena Markowytsch sowie ältere Schwester von Juri Markowytsch. Ihr Vater und Bruder sind Maler, ihre Mutter Designerin.
Sie kam mit ihrer Familie aus Moldawien in die südwestukrainische Stadt Czernowitz.
Während des Besuches einer Mittelschule studierte Anastasija seit 1990 Malerei an der Czernowitzer Kunstschule, die sie 1994 erfolgreich absolvierte. Nach dem Abitur 1996 studierte sie Rechtswissenschaften an der örtlichen Rechts- und Ökonomieakademie mit den Fachrichtungen Kriminalistik, Bürgerrecht und Handelsrecht.
Nach dem Studium begab sie sich auf Studienreisen nach Polen, Deutschland, den Niederlanden, Belgien und Frankreich. Eine besondere Bedeutung hatte der Besuch im Jahre 2003 bei den polnischen Künstlern Dariusz Miliński (* 1957) und Tomasz Sętowski (* 1961). Zur Entwicklung ihrer künstlerischen Begabung trug auch die kulturelle Tradition der Universitätsstadt Czernowitz bei.
Anastasija Markowytsch nahm an vielen Kunstausstellungen im In- und Ausland teil. Sie veröffentlichte auch ein reich illustriertes Buch „Світ Левкасу“ (Swit Lewkasu – Die Welt von Lewkas) und zeigt ihre Werke in den Zeitschriften.